# Asceua lejeunei
Asceua lejeunei là một loài nhện trong họ Zodariidae.
Loài này thuộc chi Asceua. Asceua lejeunei được Rudy Jocqué miêu tả năm 1991.